# TMEM95
La proteína TMEM95 (Transmembrane protein 95 en inglés) es una proteína transmembrana que participa activamente en la unión del espermatozoide con el óvulo y es codificada por el gen TMEM95. En diferentes estudios con ratones se ha concluido que la ausencia de la proteína TMEM95 permite la unión del óvulo con el espermatozoide pero no permite la posterior fusión de ambos gametos.
  Una mutación en el gen TMEM95 provoca la ausencia o expresión insuficiente de la proteína TMEM95, que resulta en una de las causas de la infertilidad masculina. Por lo cual, también podría utilizarse como método anticonceptivo.

## Características
La proteína TMEM95 forma parte de la membrana plasmática del espermatozoide y la atraviesa, por lo que fue denominada inicialmente como «proteína transmembrana número 95». TMEM95 es una proteína transmembrana anclada a la membrana lipídica con una secuencia de anclaje de parada de transferencia y tiene sus dominios N-terminales dirigidos al espacio extracelular (un solo paso o tipo I).

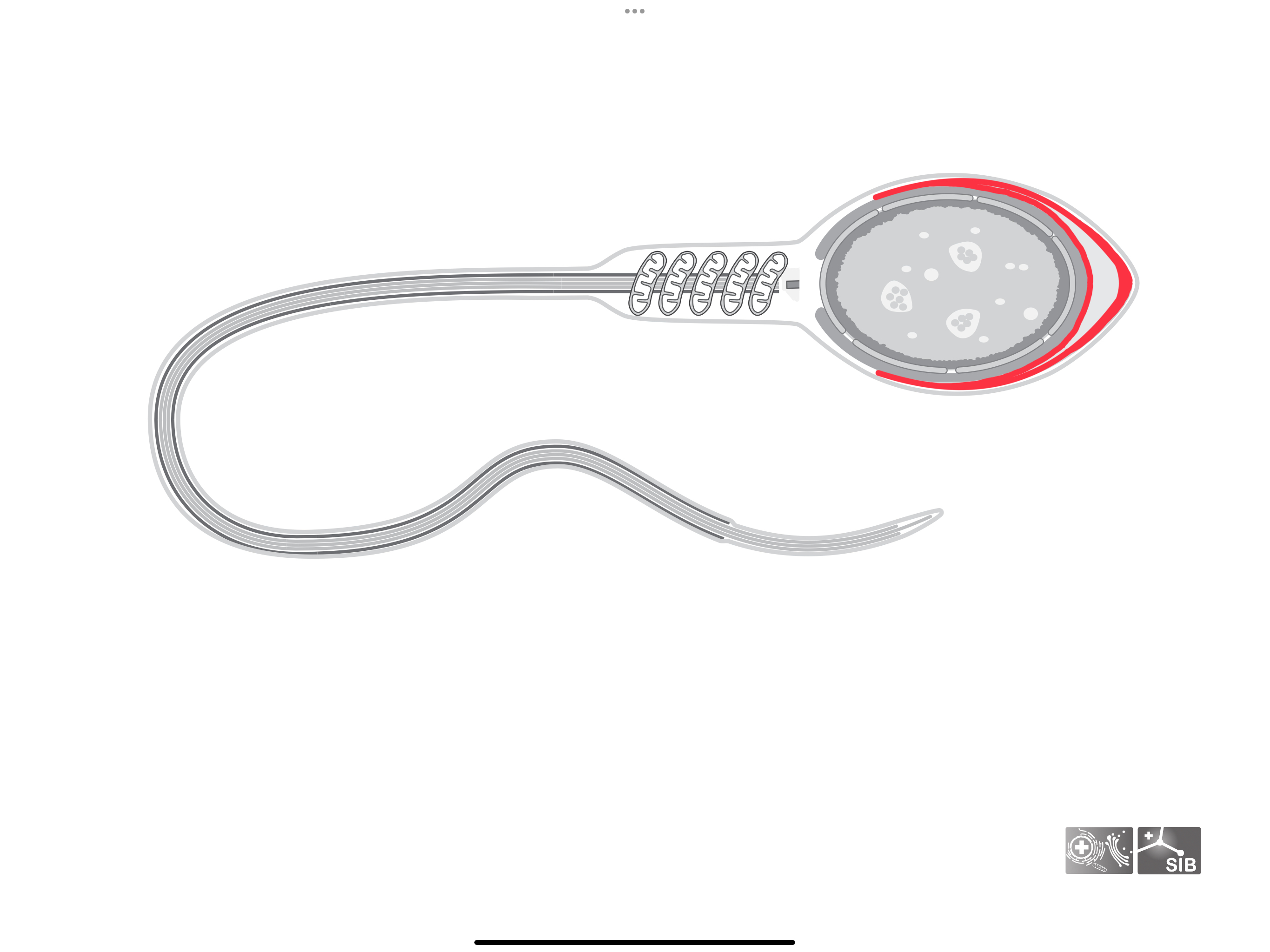
La TMEM95 se localiza en la membrana del acrosoma del espermatozoide en color rojo.

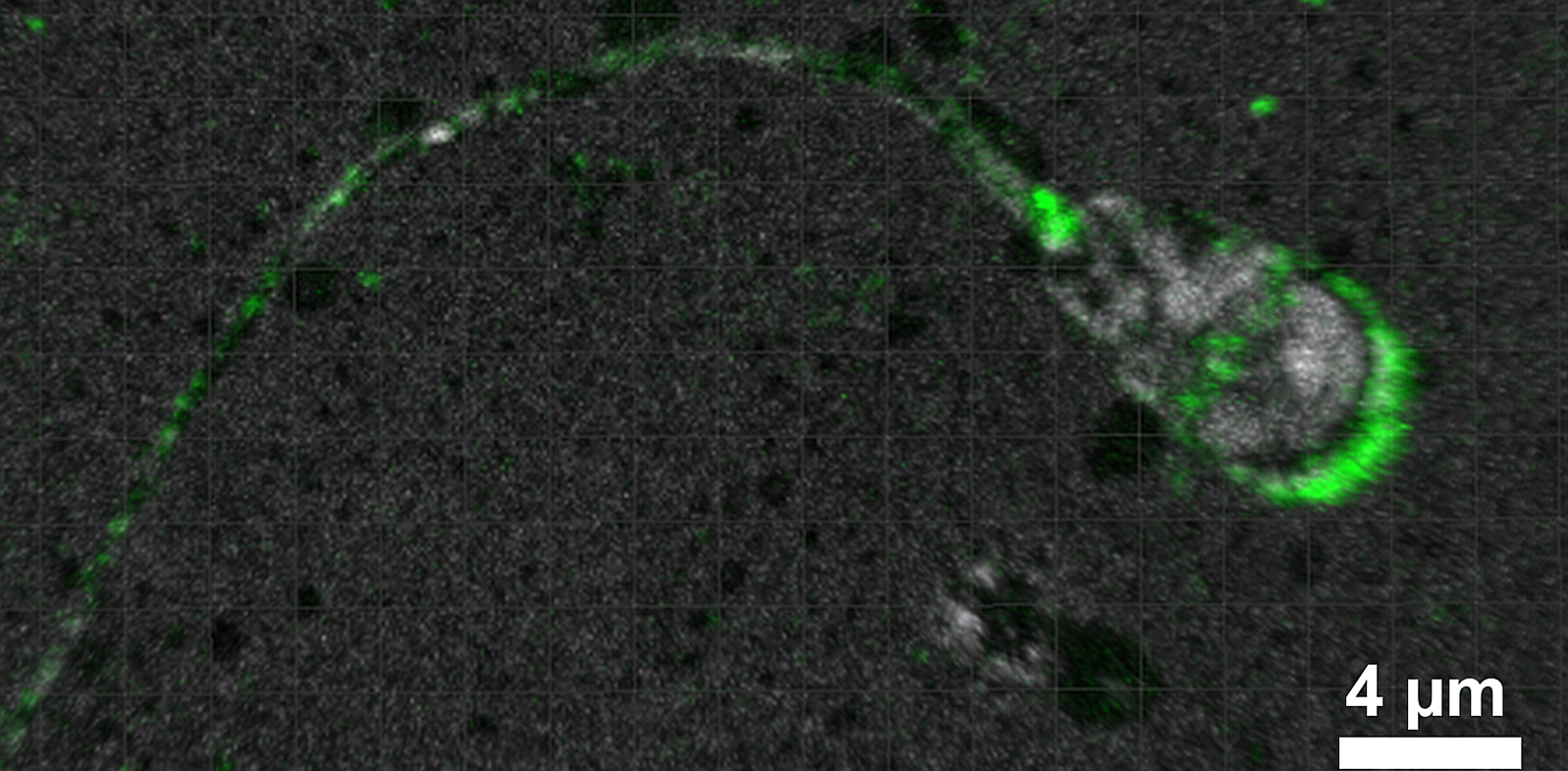
Acrosoma de espermatozoide mostrando ubicación de TMEM95 en verde.

Concretamente la TMEM95 pertenece a la membrana plasmática del lisosoma especializado denominado acrosoma en la cabeza del espermatozoide, que contiene y secreta enzimas que permiten al gameto masculino fusionarse con el óvulo femenino.
La TMEM95 es esencial pero no es determinante para la fusión de ambos gametos, puesto que este complejo proceso precisa de una gran cantidad de moléculas y enzimas. La fusión de ambos gametos, requieren de la actividad de proteínas como IZUMO1, JUNO, SOF1 y SPACA6.
La acción que lleva a cabo la proteína TMEM95, es uno de los primeros contactos para la fusión entre el espermatozoide y el óvulo.

La membrana plasmática del óvulo requiere de un receptor al cual se pueda unir de forma específica la proteína TMEM95. Este receptor TMEM95 todavía no se ha caracterizado completamente, pero hay claras evidencias de su existencia.

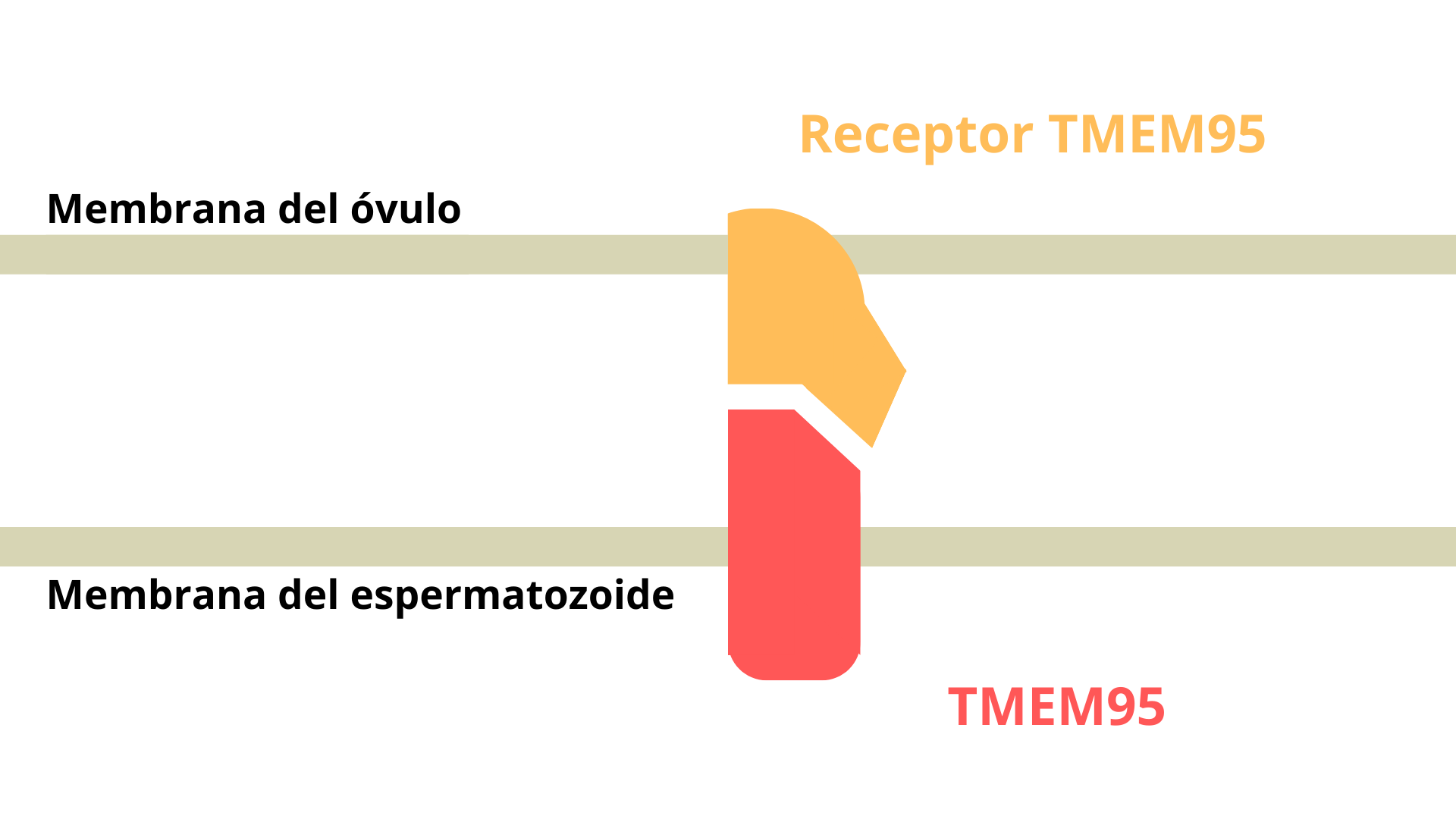
Esquema idealizado de la interacción de TMEM95 del espermatozoide con su Receptor TMEM95 en el óvulo.

TMEM95 es una proteína monomérica, está compuesta por una única subunidad que contiene 3 dominios. Dado que esta proteína es clave para la fusión de las membranas de los gametos se trata de un fusógeno célula-célula, y por lo tanto es una glicoproteína que ha necesitado un proceso de N-glicosilación sin el cual TMEM95 no habría sido activada y en consecuencia sería disfuncional.

## Estructura
La proteína TMEM95 tiene un total de 176 aminoácidos en humanos y cuenta con 3 dominios principales: dominio extracelular, región transmembrana y dominio citoplasmático. 
La región transmembrana es un único dominio transmembrana que se encuentra entre los aminoácidos 17 y 37.

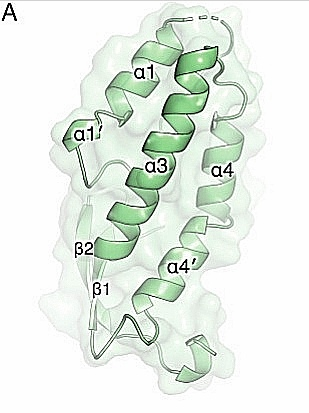
Esquema de cinta de la estructura. α= Hélices alfa. β= Bucle de láminas beta (en segundo plano).

Este dominio está compuesto por hélice α hidrofóbica que atraviesa por completo la membrana celular, actuando como una ancla para mantener la proteína en su posición correcta dentro de la membrana plasmática del espermatozoide.
El dominio extracelular es una extensa región extracelular que incluye desde el aminoácido 38 hasta el 183. Esta región se caracteriza por su alto contenidos en residuos de cisteína, los cuales forman puentes disulfuro. Los puentes disulfuro son fundamentales para mantener la estructura tridimensional de la proteína. Además, la región extracelular contiene varias secciones para N-glicosilación, que son esenciales para la estabilidad de proteína y para la capacidad de reconocimiento extracelular durante el proceso de fertilización.
El dominio citoplasmático es una región corta que comprende los primeros 16 aminoácidos de la proteína. Esta región es importante para la señalización intracelular y la regulación proteica.
Aproximadamente el 30% de la proteína está organizada en hélice alfa (hélices α), el 20% en lámina beta (láminas β) y el 50% restante consiste en regiones desordenadas y bucles que proporcionan flexibilidad a la estructura.

## Gen
El gen codificador es TMEM95 que se ubica en el cromosoma 17, brazo corto p, banda 13, sub-banda 1; utilizando la sintaxis del locus, de manera resumida: 17p13.1.

## Mecanismo de acción
TMEM95 forma complejos importantes con otras proteínas, específicamente con IZUMO1, otra proteína crucial en el proceso de fertilización. También, interactúa con  carbohidratos  como BMA (beta-D-mano piranosa), FUC (alfa-L-fuco piranosa), NAG (2-acetamida-2-dioxy-beta-D-glucopiranosa) y mediador lipídica como PGE (tri-etilenglicol). y participa en la formación de complejos proteicos durante el proceso de fertilización. Estas interacciones son fundamentales para la función de la proteína en reconocimiento y fusión entre el espermatozoide y el óvulo.
En estudios realizado en hámsteres,  por medio de un ensayo de penetración  de esperma y óvulos del animal, se observó que el ectodominio de TMEM95 se une a un receptor específico en los óvulos, evidenciado por la cristalografía de rayos X. Sustituciones en su región conservada impiden esta unión. Además, aunque anticuerpos dirigidos contra TMEM95 no afectan la unión inicial espermatozoide-óvulo, sí inhiben la fusión de membranas, sugiriendo que TMEM95 facilita este proceso crucial en la fertilización humana.

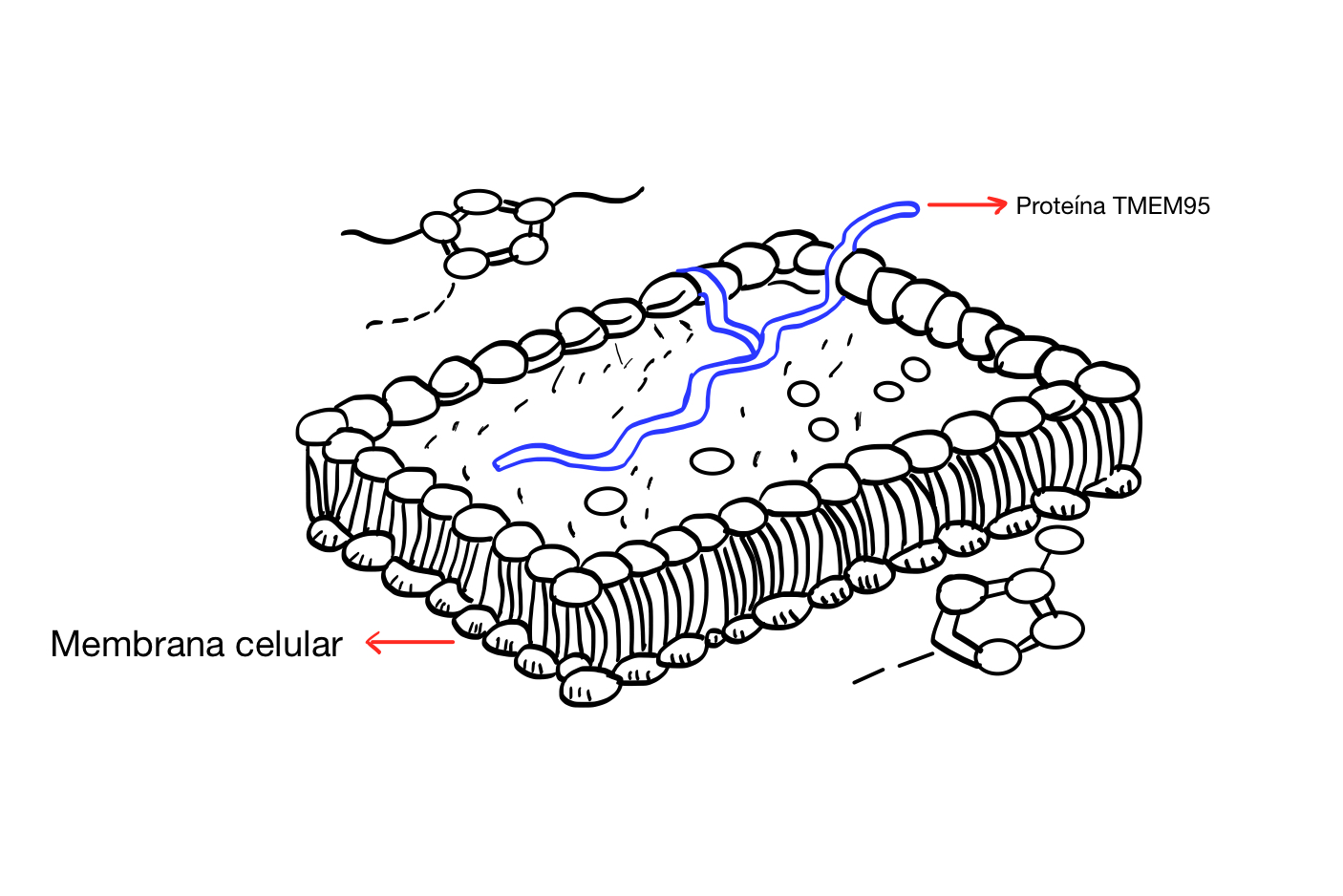
La imagen muestra como la TMEM95, una proteína transmembrana, se encuentra incrustada en la bicapa lipídica de la membrana del espermatozoide, donde desempeña un papel fundamental en el proceso de reconocimiento y unión con el óvulo durante la fertilización.

## Función e importancia biológica
La proteína TMEM95 es una de las proteínas que interviene en la unión de las membranas del óvulo y del espermatozoide durante la fecundación en mamíferos Sperm-egg fusion protein TMEM95.
Al ser una proteína transmembrana, atraviesa la membrana celular . Como parte de la membrana, la proteína TMEM95 podría participar en la regulación de la fluidez y estructura de la membrana, afectando la integridad de la célula o interactuando con otras proteínas en la superficie celular. En particular, podría estar involucrada en procesos que requieren la organización o remodelación de la membrana, como la formación de sinapsis o endocitosis en células específicas.
La ausencia o mal funcionamiento de esta proteína masculina debido a alguna mutación del gen que la codifica conlleva una pérdida de capacidad de fertilización por parte del espermatozoide. Por tanto, en mamíferos causa infertilidad total.
Los estudios realizados hasta ahora son principalmente en ganado bovino y ratones. Esto hace que no haya todavía resultados concluyentes sobre su relación directa con la fertilidad masculina humana. Gracias al parecido genético entre los mamíferos con relación a ciertos procesos reproductivos, los científicos afirman que la TMEM95 cumpliría una función similar en el ser humano, aunque aún sin evidencia directa.